# Ferdinand Grapperhaus
Ferdinand Bernhard Joseph Grapperhaus (Amsterdam, 8 novembre 1959) è un politico olandese, dal 26 ottobre 2017 è ministro della giustizia e della sicurezza nel Governo Rutte III. È membro dell'Appello Cristiano Democratico (CDA).

## Biografia

### Famiglia e istruzione
Grapperhaus è nato ad Amsterdam. È il figlio maggiore di Ferd Grapperhaus, che è stato Segretario di Stato per le finanze dal 1967 al 1971. Frequentò la scuola secondaria Aloysius College a L'Aia tra il 1971 e il 1977. Ha studiato diritto olandese all'Università di Amsterdam, dove ha conseguito la laurea LLM in diritto costituzionale nel 1984. Nel 1995, Grapperhaus ha conseguito un dottorato in diritto del lavoro sotto la supervisione di Paul F. van der Heijden.

### Carriera

#### Attività professionale
Giurista di professione, ha lavorato come avvocato per lo studio legale Schut & Grosheide dal 1984 al 1998, quando è diventato socio dello studio legale Loeff Claeys Verbek. Nel 1999 si è trasferito allo studio legale Allen & Overy, del quale è stato amministratore delegato della filiale di Amsterdam dal 1º febbraio 2015 al 1º settembre 2017. Il 1º gennaio 2005 è diventato professore di diritto del lavoro all'Università di Maastricht.

#### Politica
È stato membro del Consiglio economico e sociale dei Paesi Bassi dal 1º aprile 2006 al 22 maggio 2015. Dopo le elezioni del 2017 è diventato ministro della giustizia e della sicurezza nel governo Rutte III.